# Adamo Nagalo
Adamo Nagalo (* 22. September 2002 in der Elfenbeinküste) ist ein burkinisch-ivorischer Fußballspieler. Er steht seit 2024 in Diensten der PSV Eindhoven und ist burkinischer Nationalspieler.

## Leben
Nagalo kam 2002 als Sohn eines burkinisch-stämmigen Vaters und einer ivorischen Mutter im westafrikanischen Staat Elfenbeinküste zur Welt. Er verbrachte größtenteils seiner Teenagerjahre in Ghana, weil er dort eine Fußballakademie besuchte für seine schulische Bildung und fußballerische Ausbildung.

## Karriere
Nagalo ist ein 1,85 Meter großer und beidfüßig spielender Abwehrspieler. Er spielt primär in der Innenverteidigung und kann auch als zentraler Mittelfeldspieler agieren.

### Verein
Während seiner Teenagerzeit besuchte Nagalo die fußballerische Talentschmiede Ghanas und zwar die Fußballakademie Right to Dream Academy in Ghana unter strengen Umständen, dabei werden jährlich maximal nur 20 Nachwuchsspieler aus ganz Afrika in die Fußballakademie aufgenommen. Diese Fußballakademie brachten unter anderem folgende internationale Fußballspieler wie Mohammed Kudus und Kamaldeen Sulemana hervor. Der Betreiber der ghanaischen Fußballakademie kaufte 2015 den dänischen Profi-Erstligisten FC Nordsjælland (FCN) auf, daher dient der gekaufte Fußballverein laut Createfootball.com „als verlängerter Arm in Europa“. Nach 2015 wechselten immer wieder vereinzelte bzw. mehrere Spieler aus der ghanaischen Fußballakademie zu den Junioren des FCN und zur Saison 2020/21 wechselte Nagalo selbst auch.
Nagalo stieß letztendlich erst Anfang November 2020 zur FCN-Juniorenmannschaft, aufgrund der Aus- und Einreiseproblemen während der COVID-19-Pandemie. Im selben Monat gab er für die FCN-Junioren in der dänischen U19-Ligameisterschaft als Einwechselspieler sein Junioren-Spieldebüt in Europa. Als gelernter zentraler Mittelfeldspieler entwickelte er sich bei den FCN-Junioren primär zum Abwehrspieler weiter. Nach weiteren U19-Ligaspieleinsätzen wurde er mit 18 Jahren im März 2021 erstmals in den 18-Mann-Spieltagskader der FCN-Profimannschaft berufen. Woraufhin Nagalo im Lokalderby gegen den Lyngby BK in der dänischen Superliga zu seinem Profidebüt kam, indem er in der Schlussphase der Spielbegegnung bei einer 1:0-Führung eingewechselt wurde und das Spiel mit einem 3:0-Derbysieg endete. Danach folgten weitere Einsätze und diesmal in der Meisterrunde der dänischen Superliga.
In der Saison 2021/22 etablierte sich Nagalo in der Profimannschaft primär als Startelfspieler, wenn er ausfiel, größtenteils wegen Rotsperren. Im Ligaspiel gegen den dänischen Rekordmeister FC Kopenhagen gab Nagalo mit 19 Jahren im September 2021 seine Profitor-Premiere, indem er das 1:2-Anschlusstor erzielte, trotz der Umstände endete es mit einer 1:5-Kanterniederlage. In der Abstiegsrunde der dänischen Superliga trug er als startelf-spielender Abwehrspieler zu drei gegentorlosen Spielen bei und sicherte damit auch zum Klassenerhalt seiner Mannschaft bei. Nebenbei sammelte er in den Zwischenzeiten der Profiligasaison gelegentlich in der Reservemannschaft weitere Spielpraxis.
Während der Ligasaison 2022/23 stieg Nagalo zum unangefochtenen Stammspieler auf und überzeugte mit seinen Abwehrspielleistungen im ersten Monat der Ligasaison, wofür er im August 2022 für seine Leistungen mit 19 Jahren des vergangenen Monats von der dänischen Superliga zum Nachwuchsspieler des Monats Juli 2022 ausgezeichnet wurde. Im November 2022 erreichte Nagalo im dänischen Pokal-Achtelfinalspiel einen weiteren Karriere-Meilenstein, indem er mit 20 Jahren bereits sein 50. Profi-Pflichtspiel für FCN bestritt und mit einer Torvorlage auch zum gegentorlosen Pokal-Viertelfinaleinzug beitrug. Er spielte mit FCN in der Saison und beendeten die dänische Ligameisterschaft-Vorrunde als Führende und qualifizierten sich für die dänische Meisterrunde. Damit entwickelte er sich mit seiner Mannschaft in der Ligasaison vom vorsaisonalen Abstiegskandidaten zum Meisteraspiranten. Im Auftakt der Meisterrunde verspielte Nagalo mit FCN gegen FC Kopenhagen die Meisterschaftsführung und beendeten es als zweiterfolgreicheste Mannschaft, damit holten sie sich den Vizemeistertitel.
Am Ende des Sommertransferfensters wechselte Nagalo Anfang September 2024 zur PSV Eindhoven.

### Nationalmannschaft
Laut FIFA-Statuten ist Nagalo für die Verbandsauswahlen der Fédération Ivoirienne de Football und der Fédération Burkinabè de Football spielberechtigt, aufgrund der Herkunft seiner Eltern. Im September 2022 wurde er nach seinen Stammspieler-Leistungen in der dänischen Superliga vom Nationaltrainer Hubert Velud erstmals für die burkinische A-Nationalmannschaft nominiert für Test-Länderspiele. Nagalo nahm die Nominierung an, aber er kam dabei noch nicht zu seinem ersten A-Länderspieleinsatz. Im November 2022 wurde er erneut für Test-Länderspiele nominiert. Daraufhin kam er als Startelfspieler beim 2:1-Länderspielsieg gegen sein Geburtsland der Elfenbeinküste zu seinem A-Länderspieldebüt. Im Folgejahr trug Nagalo mit zwei Länderspieleinsätzen in sechs Gruppenspielen auch zur erfolgreichen Qualifikation als Gruppensieger zum Afrikanischen Nationen-Pokal 2024 bei.

## Erfolge
- FC Nordsjælland
  - Mannschaft
    - Dänische Meisterschaft: Vizemeister 2023[12]

  - Individuell
    - Nachwuchsspieler des Monats der dänischen Superliga: Juli 2022[9]